# Antoine-Jean Gros

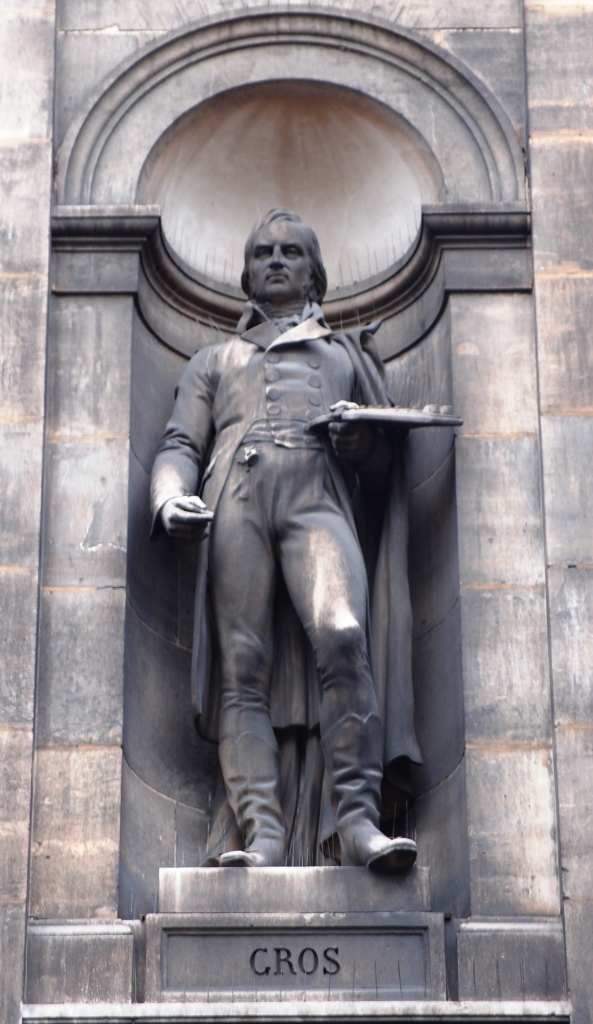
Statue von Antoine-Jean Gros am Rathaus von Paris

Antoine-Jean Gros (* 16. März 1771 in Paris; † 26. Juni 1835 bei Meudon) war ein französischer Maler des Klassizismus. Gros ist bekannt für seine historischen Gemälde, mit denen er den Aufstieg Napoleons I. festhielt. 

## Leben und Werk
Antoine-Jean Gros’ Vater Jean Antoine Gros (1732–1786) war ein bekannter Miniaturenmaler und erteilte seinem Sohn Unterricht. Ab dem Jahr 1785 lernte Gros bei Jacques-Louis David, ab 1787 besuchte er die École de L’Académie de Peinture. Durch den Tod des Vaters und die Französische Revolution zum Gelderwerb gezwungen, malte er zunächst Bildnisse und mythologische Szenen. 1793 floh er nach Italien, nachdem er royalistischer Umtriebe verdächtigt worden war, und lebte bis 1794 in Genua und Florenz, zwei weitere Jahre ausschließlich in Genua. 

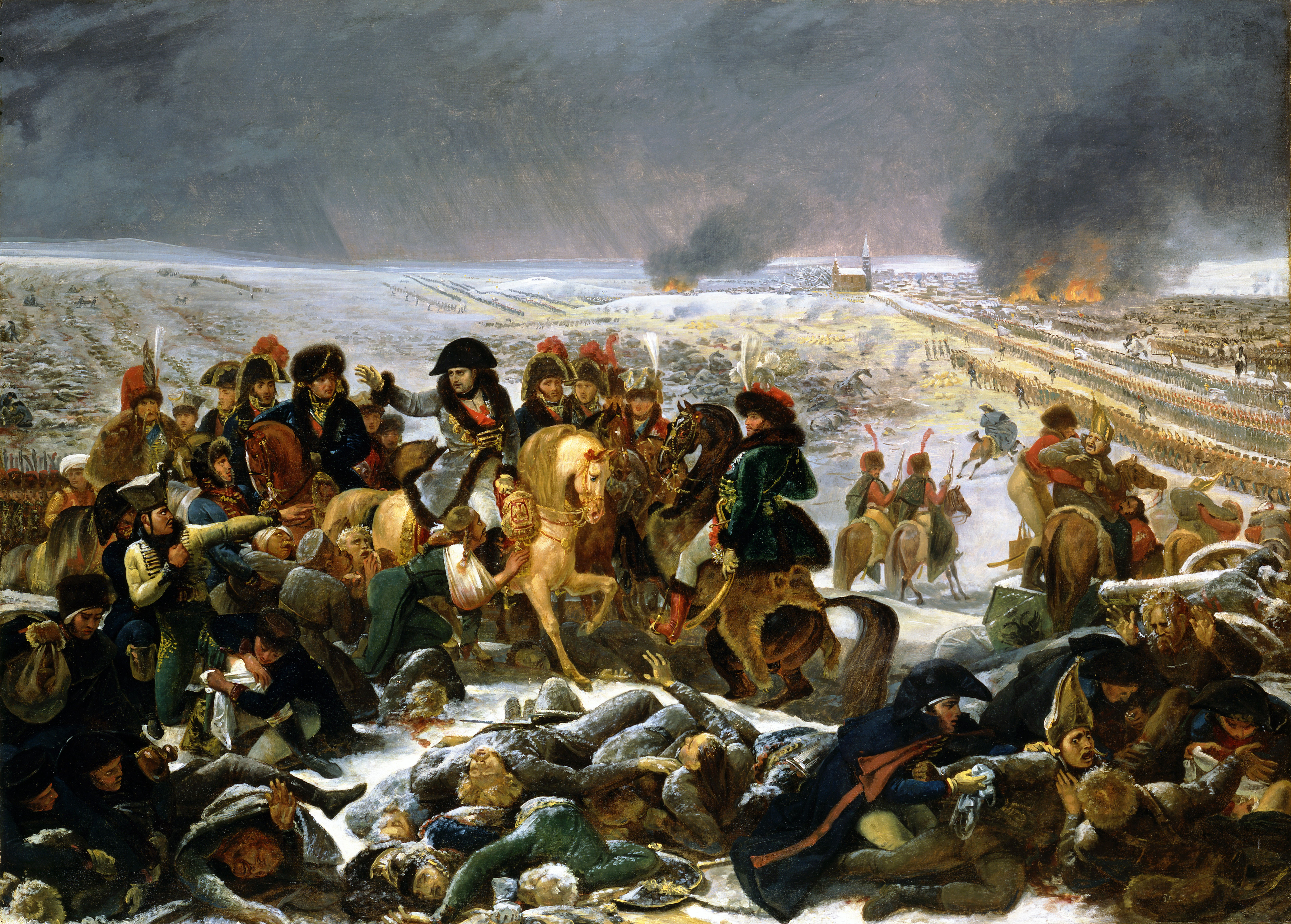
Napoleon auf dem Schlachtfeld von Preußisch-Eylau

1796 traf Gros erstmals mit Napoleon Bonaparte in Mailand zusammen, der ihm den Auftrag zum Gemälde Napoleon auf der Brücke von Arcole erteilte, das in zwei Fassungen 1796 und 1797 entstand (im Napoleonmuseum Arenenberg). Im Jahr 1799 kehrte Gros über Antibes und Marseille nach Frankreich zurück und malte fortan mit großem Erfolg realistische, die Kriegstaten Napoleons verherrlichende Schlachtenbilder, daneben Bildnisse. Von 1811 bis 1824 beschäftigte er sich mit dem Ausmalen der Kuppel des Pariser Pantheons; von 1827 bis 1833 schuf er ein Deckengemälde für den Louvre.
Mit seinem Werk Napoléon auf dem Schlachtfeld von Preußisch-Eylau (1808, Louvre) gewann er einen von D. V. Dermont veranstalteten Wettbewerb. Das Gemälde gilt heute als Gros’ Hauptwerk. Als ein weiteres bedeutendes Werk des Malers wird das vom König in Auftrag gegebene und heute im Musée National von Versailles befindliche Gemälde Ludwig XVIII. nimmt Abschied von seinen Getreuen (1817) bezeichnet. Es war Gros’ letztes großes Historienbild mit epischem Charakter.

Als Nachfolger seines Lehrers David gilt Gros als Hauptvertreter der klassizistischen Schule, bekämpft von den Romantikern. Nach Depressionen starb er 1835 durch Suizid in einem Nebenarm der Seine. Er wurde auf dem Friedhof Père-Lachaise bestattet.